# Човјек без лица
Човјек без лица је кратак документарни филм из 1961. године. 

## Синопсис
Камера улази у један од југословенских затвора и региструје живот кажњеника. Филм показује разне активности и занимања затвореника. Овде доминира идеја филма да је човек без слободе — човек без лица.